# 2010 en Tanzanie
Cet article présente les faits marquants de l'année 2010 en Tanzanie.

## Évènements

### Février
- Samedi 20 février 2010 : des hommes armés de machettes, ont massacré 17 villageois dans le district de Musoma (région de Mara, nord).  Neuf suspects ont été arrêtés pour ce massacre qui a eu pour cause, selon la police, le vol de 25 chèvres.

### Mars
- Jeudi 4 mars 2010 : des hommes lourdement armés ont attaqué les participants à un mariage dans le district de Tarime (région de Mara, nord), tuant cinq personnes et en blessant une vingtaine d'autres, dont certaines sont dans un état grave.

- Lundi 22 mars 2010 : la conférence de la CITES refuse à la Tanzanie le droit de vendre 80 649 kilos d'ivoire à la Chine et au Japon. La Tanzanie, arguant de « la bonne santé » de sa population de pachydermes, qu'elle a estimée à 100 600 animaux, demandait aussi qu'elle soit rétrogradée de l'Annexe I de la Convention sur le commerce international des espèces sauvages menacées (interdiction totale du commerce) à l'Annexe II, qui autorise le commerce sous condition. La Tanzanie, qui attendait de cette vente un produit de 20 millions de dollars, justifiait cette demande en assurant que le fruit de la vente aurait été intégralement reversé à la conservation de sa population et à la lutte contre le braconnage[1].

### Mai
- Vendredi 14 mai 2010 : quatre pays d'Afrique de l'Est —  l'Éthiopie, l'Ouganda, le Rwanda et la Tanzanie — ont signé à Entebbe un nouvel accord, en négociation depuis une dizaine d'années, sur le partage des eaux du Nil, en l'absence du Burundi et de la République démocratique du Congo, et malgré le boycott de l'Égypte et du Soudan, farouchement opposés à ce projet, dont tous les détails n'ont pas été rendus publics. Selon le texte, la nouvelle Commission du Bassin du Nil sera chargée de recevoir et approuver tous les projets (canaux d'irrigation, barrages…) concernant le fleuve. Elle sera basée à Addis-Abeba et comptera des représentants des neuf pays concernés[2].

### Juillet
- Mardi 27 juillet 2010 : la justice condamne à la mort par pendaison un homme de 50 ans pour avoir tué une fillette albinos en 2008, l'avoir découpé et avoir bu son sang.

### Août
- Jeudi 5 août 2010 : le naufrage d'une embarcation naviguant sur le lac Victoria avec à son bord 37 écoliers cause la mort de 18 enfants, dans la région de Mwanza (nord). 19 des enfants ont pu être secourus par des pêcheurs.

### Novembre
- Mardi 2 novembre 2010 : un albinos a été pour la première fois élu député dans ce pays où les personnes souffrant de cette maladie génétique, caractérisée par une absence de pigmentation de la peau, des poils, des cheveux et des yeux, sont victimes de discrimination, parfois pourchassées et tuées. Plusieurs dizaines d'entre eux ont été tués dans ce pays depuis le début d'une vague de crimes rituels en 2007 puis démembrés par des sorciers qui utilisent des parties de leur corps pour fabriquer des gris-gris censés attirer chance et réussite[3].

- Mercredi 3 novembre 2010, élection présidentielle : la commission électorale a proclamé les résultats de 146 des 239 circonscriptions du pays. Le président sortant, Jakaya Kikwete arrive en tête dans 121 d'entre elles, devant le candidat du Front civique uni (CUF) Ibrahim Haruna Lipumba dans 19 d'entre elles et Wilbrod Slaa, dans 6 autres. Le candidat du parti d'opposition Chadema, Wilbrod Slaa, demande une suspension de l'annonce des résultats de l'élection de dimanche, le temps de procéder à un recompte des voix pour vérifier des écarts de résultats.

- Jeudi 4 novembre 2010 : le président sortant, Jakaya Kikwete (60 ans), est proclamé réélu pour un second mandat de cinq ans avec 61,17 % des voix lors de l'élection présidentielle.